# Synagoga w Beresteczku
Synagoga w Beresteczku – synagoga znajdująca się w Beresteczku, na północ od rynku.

## Historia

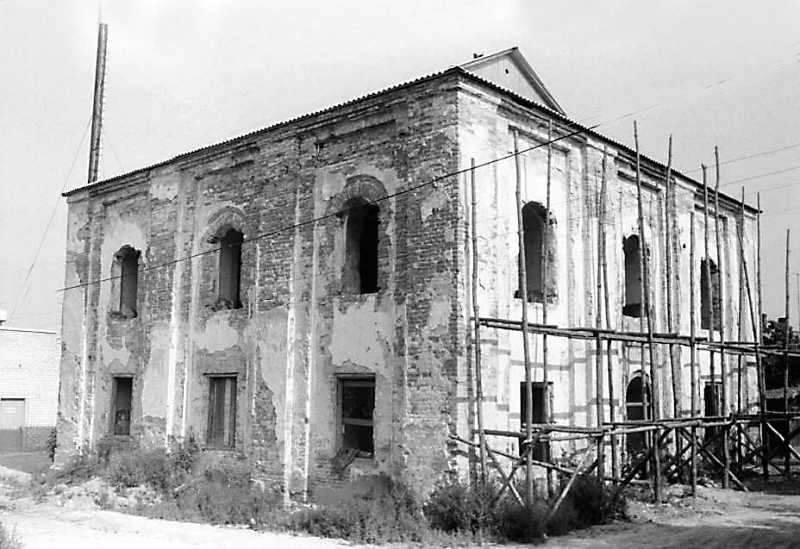
Stan budynku w 1990 r.

Synagoga została wzniesiona w latach 1827–1885. Stanowiła niegdyś serce dzielnicy żydowskiej. Synagoga została zdewastowana w okresie okupacji niemieckiej. Po 1945 roku została przerobiona na mieszkania. Zamurowano pierwotne wejście, a nowe przebito we wnęce po aron ha-kodesz. Przerobiono okna, ściany ozdobiono kiepskiej jakości sztukaterią. W latach 80. XX wieku władze Beresteczka podjęły decyzję o przekształceniu budynku synagogi na szkołę muzyczną. W związku z tą decyzją wysiedlono mieszkańców. Od 1996 roku w budynku mieści się szkoła muzyczna.

## Architektura
Budowla piętrowa w stylu późnobarokowym. Murowana, z cegły, otynkowana, dach czterospadowym współczesny. Ściany zostały podzielone pilastrami na trzy równe pola, przez które biegną dwa rzędy prostokątnych okien. Wnętrze było niegdyś podzielone kolumnami, które zostały usunięte przez Niemców. W zachodniej elewacji zachowane ślady murowanej galerii. W 1929 roku, jak podaje Orłowicz, synagoga ozdobiona była „malowidłami z zewnątrz”. 